# Riksdagsvalget i Sverige 2014
Rigsdagsvalget i Sverige 2014 afholdtes søndag den 14. september 2014. Ved valget valgtes medlemmer til den svenske nationalforsamling, Sveriges rigsdag, for perioden 2014 til 2018 og til 21 län og 290 kommunale forsamlinger. Det var andet valg, efter at centrum-højre "Alliansen", en koalition bestående af Moderaterne, Folkpartiet, Centerpartiet og Kristdemokraterna, dannede regering i 2006. Valget var samtidig det første landsdækkende valg for det nationalistiske parti Sverigedemokraterna, efter at det ved valget i 2010 blev reprænsenteret i Rigsdagen med 5,7 % af stemmerne. 
Det rød-grønne samarbejde fra 2010-valget bestående af Vänsterpartiet, Miljöpartiet de Gröna og Socialdemokraterne var opløst og de enkelte patier gennemførte uafhængige kampagner. Et fjerde rød-grønt parti, Feministiskt initiativ, stillede også op til valget.
Sverigedemokraterna, et kontroversiel nationalistisk parti, gennemførte ligeledes sin selvstændige kampagne.
De rød-grønne partier vandt over Alliansen. De to blokke fik henholdsvis 158 og 142 pladser i rigsdagen. Mens Feministiskt initiativ ikke kom over spærregrænsen på 4%
Sverigedemokraterna mere end fordoblede deres støtte fra 5,7% af stemmerne til 12,9% af stemmerne og vandt 49 pladser i rigsdagen.

## Valgresultat
Foreløbigt valgresultat fra Sveriges valgmyndighet:
| Parti                    | Parti                    | Leder             | Stemmer   | Stemmer                | Stemmer                | Mandater               | Mandater               |
| Parti                    | Parti                    | Leder             | #         | %                      | ±                      | #                      | ±                      |
| ------------------------ | ------------------------ | ----------------- | --------- | ---------------------- | ---------------------- | ---------------------- | ---------------------- |
|                          | Socialdemokraterna       | Stefan Löfven     | 1.886.473 | 31,2 %                 | +0,6 %                 | 113                    | +1                     |
|                          | Moderaterna              | Fredrik Reinfeldt | 1.403.630 | 23,2 %                 | −6,8 %                 | 84                     | −23                    |
|                          | Sverigedemokraterna      | Jimmie Åkesson    | 781.120   | 12,9 %                 | +7,2 %                 | 49                     | +29                    |
|                          | Miljöpartiet             | Gustav Fridolin   | 408.365   | 6,8 %                  | −0,6 %                 | 24                     | −1                     |
|                          | Centerpartiet            | Annie Lööf        | 370.834   | 6,1 %                  | −0,4 %                 | 22                     | −1                     |
|                          | Vänsterpartiet           | Jonas Sjöstedt    | 344.514   | 5,7 %                  | +0,1 %                 | 21                     | +2                     |
|                          | Folkpartiet              | Jan Björklund     | 326.055   | 5,4 %                  | −1,7 %                 | 19                     | −5                     |
|                          | Kristdemokraterna        | Göran Hägglund    | 277.227   | 4,6 %                  | −1,0 %                 | 17                     | −2                     |
|                          | Feministiskt initiativ   | Gudrun Schyman    | 184.230   | 3,1 %                  | +2,7 %                 | 0                      | 0                      |
|                          | Andre                    | Andre             | 57.069    | 0,9 %                  | −0,1 %                 | 0                      | 0                      |
|                          |                          |                   |           |                        |                        |                        |                        |
| Gyldige stemmer          | Gyldige stemmer          |                   | 6.039.517 |                        |                        | 349                    |                        |
| Blanke og andre ugyldige | Blanke og andre ugyldige |                   | 068.875   |                        |                        |                        |                        |
| Afgivede stemmer         | Afgivede stemmer         |                   | 6.108.392 | Valgdeltagelse: 83,3 % | Valgdeltagelse: 83,3 % | Valgdeltagelse: 83,3 % | Valgdeltagelse: 83,3 % |

Den borgerlige koalitionsregering bestående af partier M, C, FP og KD mistede i alt 31 pladser i rigsdagen, oppositionspartierne koalition S, V og MP vandt 2 pladser, og SD øgedes med 29 pladser. Statsminister Fredrik Reinfeldt (M) bebudede regeringens tilbagetræden som følge af valgresultatet, fordi oppositionen som helhed var større end regeringspartierne. Den parlamentariske situation med SD som "tungen på vægtskålen" var uændret fra den foregående valgperiode, hvor SD støttede den borgerlige koalitionsregering i 90 procent af afstemningerne i Rigsdagen. Stefan Löfven (S) fik til opgave at undersøge mulighederne for dannelse af en ny regering.

## Regeringsdannelse
Socialdemokraterna udtalte at de ville forsøge at danne en regering, men understregede at de ikke vil arbejde sammen med Sverigedemokraterne. Samtidigt medelte Fredrik Reinfeldt, at han træder tilbage som leder af Moderaterne. Centerpartiet og Folkpartiet afviste Socialdemokraternes forslag om en koalition, og dagen efter valget udelukkede Stefan Löfven muligheden for at danne regering med Vänsterpartiet. Dette rejste muligheden for et mindretalsregering af Socialdemokratiet og Miljöpartiet.